# 英屬北美法令
英屬北美法令（英語：British North America Acts）是兩部英國法律，它們建立了加拿大的聯邦制度，並確立了加拿大的自治領地位。共有兩部同名法令，分別于1867年和1871年立法。其中《1867年英屬北美法令》後來在加拿大被改名稱為《1867年憲法法令》。英属北美法令在加拿大一直实行，直到1982年加拿大宪法通过后才被取代。
英屬北美法確立了加拿大的自治領地位，但是大英帝國各自治領獲得完全自治權則要等到《1931年西敏法規》的頒佈。

## 歷史
1867年法令是在幾次聯邦大會中確認下來的：
1. 查洛頓：1864年9月
2. 魁北克市：1864年10月
3. 英國倫敦：1866年月至1867年3月

參加這三次大會的人被稱作“聯邦之父”。
1982年，加拿大由英國收回修憲權，並將《1867年英屬北美法令》改名稱為《1867年憲法法令》。